# Vladimir Alekseevič Musin-Puškin
Conte Vladimir Alekseevič Musin-Puškin, in russo Владимир Алексеевич Мусин-Пушкин? (San Pietroburgo, 31 marzo 1798 – Mosca, 1854), è stato un nobile e ufficiale russo.

## Biografia
Era il figlio di Aleksej Ivanovič Musin-Puškin (1744-1817), e di sua moglie, Ekaterina Alekseevna Volkonskaja (1754-1829). Studiò a San Pietroburgo nel Collegio dei Gesuiti, poi entrò nel Corpo dei paggi.

## Carriera
Intraprese la carriera militare. Nel 1816 si arruolò nel reggimento di Borodino. Al tempo della rivolta Decembristi servì come capitano del reggimento Izmajlovskij, era comandante aiutante della 1ª armata di Fabian Vil'gel'movič Osten-Saken (Fabian Gottlieb von Osten-Sacken). È stato membro della Società del Nord.
Nel 1826, per la comunicazione con i decabristi, è stato arrestato e incarcerato nella fortezza Pietro e Paolo.
Nel 1829, è stato inviato nel Caucaso. A Novočerkassk, incontrò Aleksandr Puškin, e insieme hanno viaggiato a Tiflis. Questo è menzionato più volte nell'opera "Viaggio in Erzerum".
Nel 1831 andò in pensione con il grado di capitano e si trasferì con la famiglia a Mosca.
Era noto la sua passione per il gioco d'azzardo, perdendo una grande quantità di denaro, raggiungendo 700000 $.

## Matrimonio
Nel 1827, mentre prestava servizio in Finlandia, incontrò Emily Karlovna Stjernvall. Il matrimonio venne celebrato il 4 maggio 1828. Ebbero sei figli ma solo quattro raggiunsero l'età adulta:
- Aleksej Vladimirovič (1831-1889), sposò Ekaterina Alekseevna Musin-Puškin (1845—1923);
- Vladimir Vladimirovič (1832-1865);
- Aleksandr Vladimirovič (?-1854);
- Marija Vladimirovna (1840-1870).